# Olympische Sommerspiele 1972/Teilnehmer (El Salvador)
| Gelbes Symbol für Goldmedaillen mit stilisierten Olympischen Ringen | Graues Symbol für Silbermedaillen mit stilisierten Olympischen Ringen | Braundes Symbol für Bronzemedaillen mit stilisierten Olympischen Ringen |
| ------------------------------------------------------------------- | --------------------------------------------------------------------- | ----------------------------------------------------------------------- |
| —                                                                   | —                                                                     | —                                                                       |

El Salvador nahm an den Olympischen Sommerspielen 1972 in München mit einer Delegation von elf Sportlern (allesamt Männer) teil.

## Teilnehmer nach Sportarten

### Schießen
- José Luis Rosales
Schnellfeuerpistole: 56. Platz

- Juan Antonio Valencia
Kleinkaliber Dreistellungskampf: 62. Platz
Kleinkaliber liegend: 91. Platz

- José Mario Váldez
Kleinkaliber liegend: 98. Platz

- Andrés Amador
Skeet: 47. Platz

### Schwimmen
- Antonio Ferracuti
100 Meter Freistil: Vorläufe
4 × 100 Meter Freistil: Vorläufe

- Salvador Vilanova
100 Meter Freistil: Vorläufe
4 × 100 Meter Freistil: Vorläufe
100 Meter Schmetterling: Vorläufe

- Tomás Rengifo
200 Meter Freistil: Vorläufe
4 × 100 Meter Freistil: Vorläufe

- Reynaldo Patiño
4 × 100 Meter Freistil: Vorläufe

- Sergio Hasbún
100 Meter Rücken: Vorläufe
200 Meter Rücken: Vorläufe

- Piero Ferracuti
100 Meter Brust: Vorläufe

- Alejandro Cabrera
100 Meter Brust: Vorläufe
200 Meter Brust: Vorläufe